# Amphithéâtre de Lucques
L'amphithéâtre de Lucques est un amphithéâtre romain situé dans la ville de Lucques en Italie (aujourd'hui en Toscane).
Il a probablement été construit au IIe  ou au  Ier siècle av. J.-C..
Il ne reste de cet amphithéâtre que la forme elliptique de la place de l'amphithéâtre (Piazza dell'anfiteatro) dont les maisons ont été édifiées sur les gradins de l'amphithéâtre romain.
D'autres amphithéâtres romains ont été recouverts d'habitations, comme à Florence, Pollenzo, ou à Venafro.